# Коручка темно-червона
Коручка те́мно-черво́на (Epipactis atrorubens) — рідкісна багаторічна рослина родини зозулинцеві. Вид занесений до Червоної книги України зі статусом «Вразливий».

## Опис

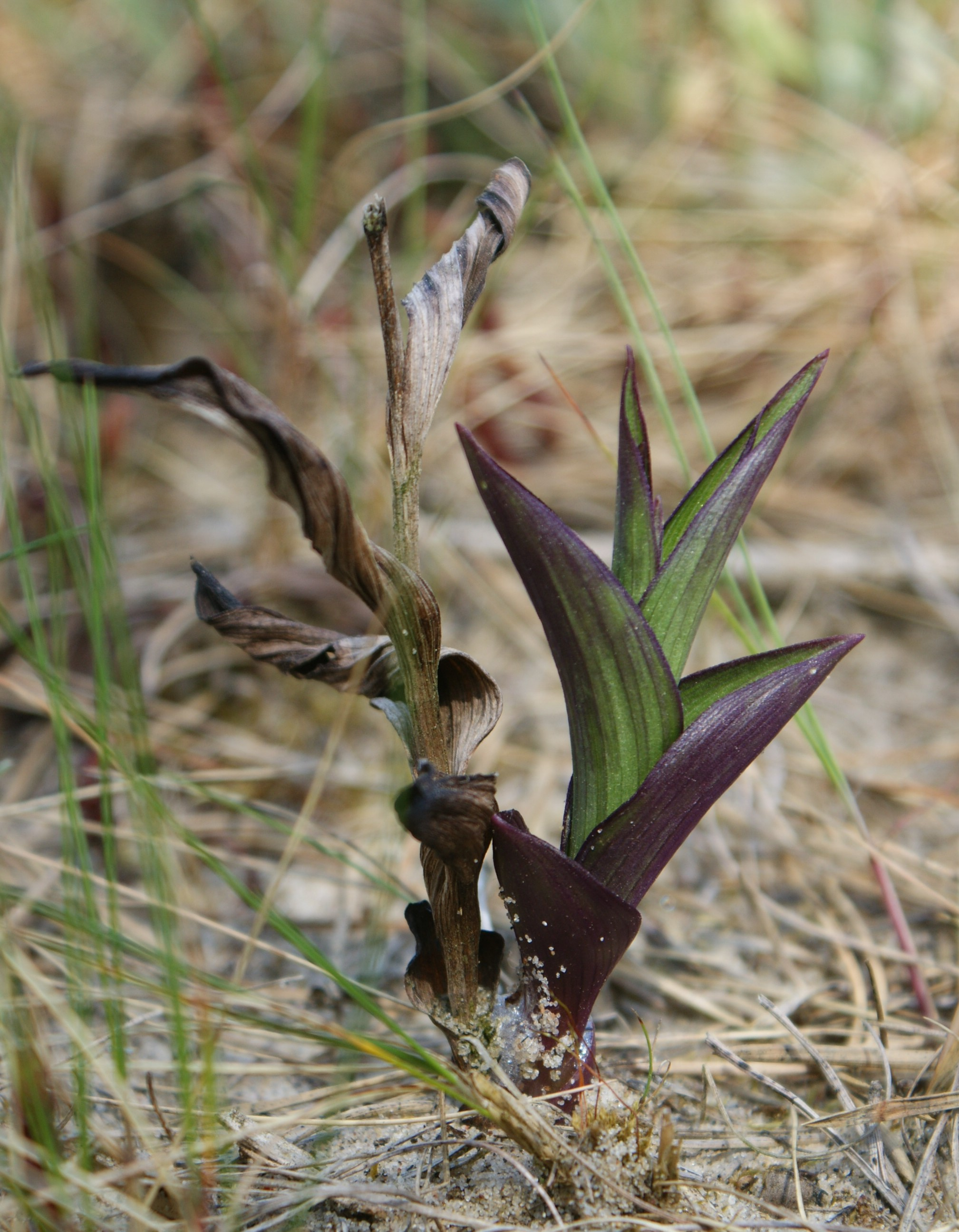
Молода рослина

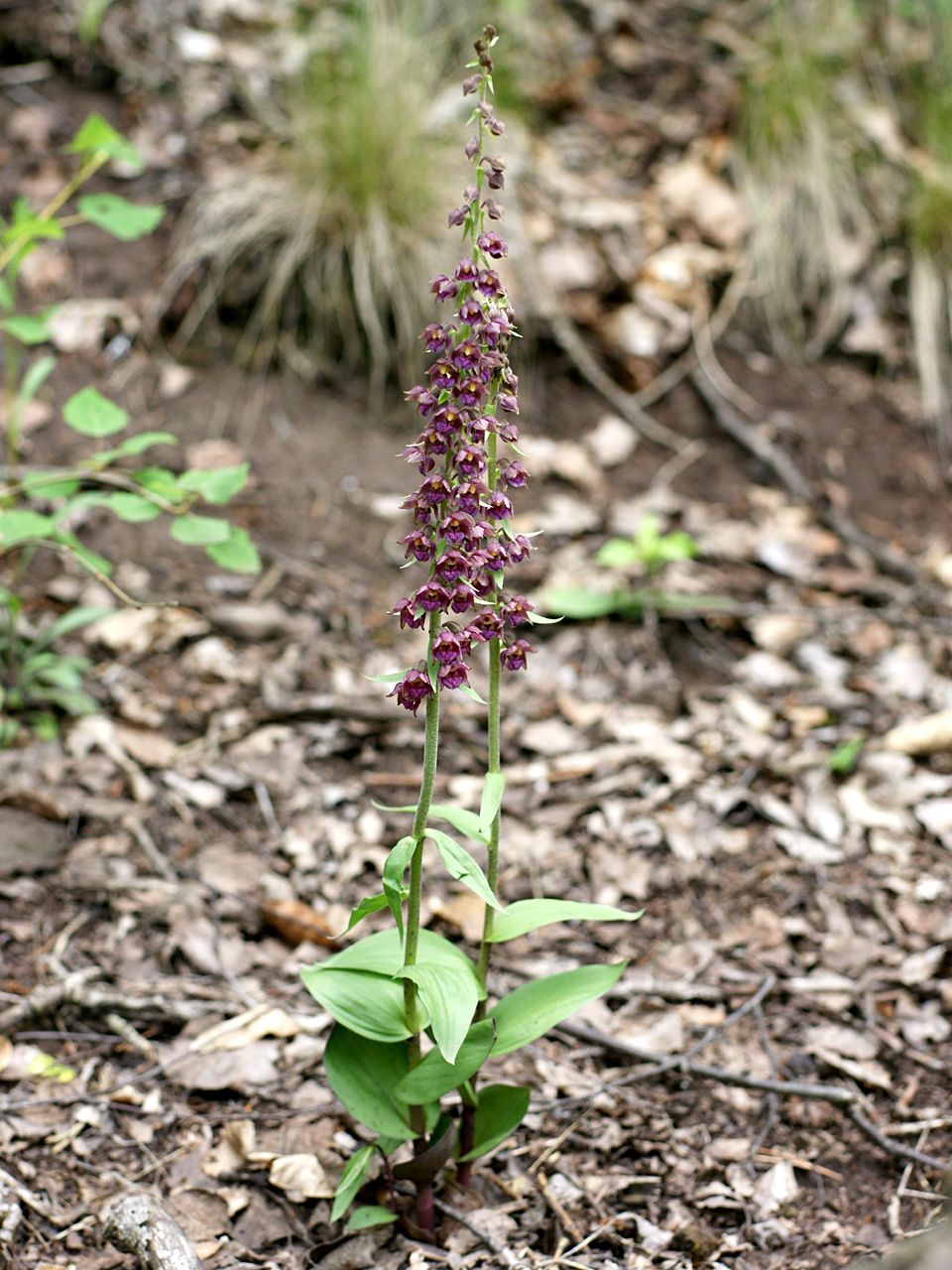
Квітуча рослина

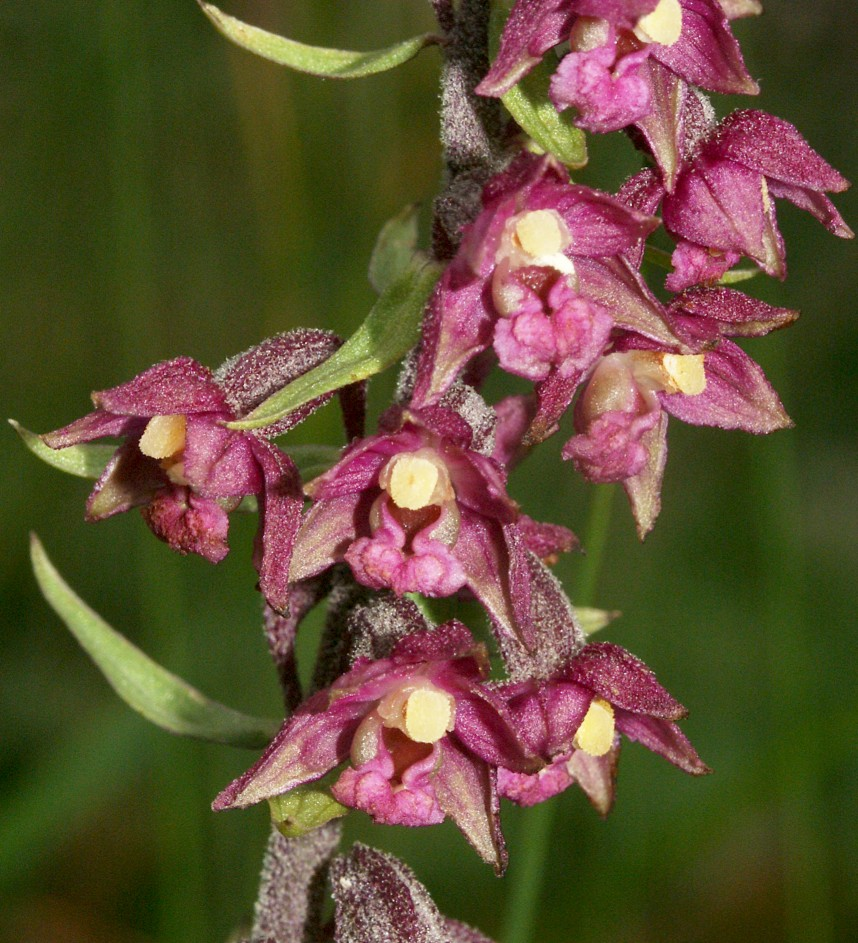
Квітки великим планом

Трав'яниста рослина 25-70 см заввишки, гемікриптофіт. Кореневище коротке, товсте, горизонтальне. Стебло у верхній частині коротко-густо-запушене, буро-фіолетове. Сидячих листків 5-9, вони довші за міжвузля, нижні — довгасто-яйцеподібні або еліптичні, 4-8 см завдовжки, верхні — ланцетні, загострені.
Суцвіття — довга (до 20 см), пряма, негуста, майже однобічна китиця; вісь суцвіття густо запушена. Приквітки ланцетні. Квітки із запахом ванілі, темно-пурпурові, інколи з бурим відтінком. Листочки оцвітини і квітконіжки запушені. Листочки оцвітини до 6-7 мм завдовжки, яйцеподібні, загострені, складені широким дзвоником, внутрішні трохи коротші за зовнішні. Губа 5,5-6,5 см завдовжки, її гіпохілій чашоподібно увігнутий, з широким переднім входом, епіхілій серцеподібний, загострений, при основі з двома зморщеними горбочками. Зав'язь пряма, не скручена, густо запушена. Плід — коробочка. Насіння надзвичайно дрібне, схоже на пил.

## Екологія
Рослина полюбляє затінок, поживні ґрунти із середнім рівнем зволоження та близьким заляганням карбонатних порід. Зростає у листяних, світлих хвойних та мішаних лісах, серед чагарників, на узліссях, кам'янистих схилах (переважно на вапняках). Трапляється в широколистяних неморальних лісах, а також в мезоксерофітних трав'янистих угрупованнях. В Криму зростає в субсередземноморських субксерофітних лісах та рідколіссях, а також в угрупованнях хвойних лісів.
Розмножується насінням, дуже рідко — кореневищем. Квітне у червні-липні. У природі запилюється бджолами та деякими іншими комахами з коротким хобітком. Плодоносить у серпні-вересні. Насіння поширюється за допомогою вітру. Відомі гібриди цього виду з коручкою болотною та чемерникоподібною. Від близьких видів коручку темно-пурпурову відрізняє відносно слабкий розвиток мікоризи.

## Поширення
Коручка темно-червона — це євразійський пребореальний вид, ареал якого охоплює майже усю Європу, Кавказ, Урал, Західний Сибір, Малу і Центральну Азію, Іран. На теренах України поширена в Карпатах, Прикарпатті, Поліссі, Криму, в значно меншій кількості — у Степу і Лісостепу. Вид натуралізований в штаті Вермонт (США).

## Значення та статус виду
Популяції цієї рослини нечисленні, по всій Європі вони мають тенденцію до скорочення внаслідок руйнування навколишнього середовища, зокрема через вирубування лісів, зривання квітів для букетів, надмірне випасання худоби. Коручку темно-червону занесено до Додатку II Конвенції про міжнародну торгівлю видами дикої фауни та флори, що перебувають під загрозою зникнення (CITES). За межами України вона охороняється у Литві, Росії та Білорусі.
В Україні коручка темно-червона охороняється у Карпатському біосферному заповіднику, Кримському, Ялтинському гірсько-лісовому, Карадазькому, «Медобори» та Рівненському природному заповідниках, в Карпатському, Шацькому, «Деснянсько-Старогутському», Мезинському, «Синевир», «Подільські Товтри» та «Святі Гори» національних природних парках.
Коручку темно-червону зрідка вирощують як декоративну рослину не стільки заради непоказних дрібних квітів, скільки заради чудового аромату.

## Систематика

### Форми і підвиди
- Epipactis atrorubens ф. atrorubens
- Epipactis atrorubens ф. atrata A.Waldner & Webernd (2005)
- Epipactis atrorubens підв. danubialis (Robatsch & Rydlo) Ciocârlan & R.Rösler
- Epipactis atrorubens підв. spiridonovii (Devillers-Tersch. & Devillers) Kreutz
- Epipactis atrorubens підв. subclausa (Robatsch) Kreutz
- Epipactis atrorubens ф. triploidea (Gelbr. & G.Hamel) Kreutz